# Másfélmillió lépés Magyarországon (1979)
A Másfélmillió lépés Magyarországon Rockenbauer Pál nagysikerű gyalogos országjáró ismeretterjesztő televíziós sorozatának első része. A stáb kétéves előkészítő munka után 1979. július 31-én indult el az Országos Kéktúra akkori keleti végpontjától, a Zempléni-hegységben lévő Nagy-Milictől, s összesen 1124 kilométer megtétele után, 1979. október 15-én érte el annak nyugati végpontját a Kőszegi-hegységben, az Írott-kő alatti Szent Vid-hegyen. A forgatás után csaknem másfél éves utómunka következett, majd 1981. május 12-én mutatták be a sorozatot.
A film azzal a céllal készült, hogy kedvet csináljon a közönségnek a túrázáshoz, az ország megismeréséhez. A tájak szépségeinek, természeti, néprajzi, kulturális és emberi értékeinek bemutatása mellett azonban nem hallgatja el azt a sok rossz tapasztalatot sem, amelyet a stáb a hónapokig tartó vándorlás során szerzett (turisztikai infrastruktúra elhanyagoltsága, illetve hiánya, a környezet állapota, demográfiai helyzet). A panaszok gyakori emlegetése, a negatívumok hangsúlyozása eleve megkérdőjelezte a film küldetéstudatát és mozgósító célkitűzését – dokumentumértékét ugyanakkor nem csökkenti.
A sorozatban előforduló települések, helyek, műemlékek és egyéb érdekességek történetét, nevezetességeit a helyieken túl több alkalmi és állandó szakértő ismertette, utóbbiak közül Dercsényi Balázs a műemlékeket, Juhász Árpád a geológiai értékeket, dr. Pócs Tamás a növényeket.
A filmsorozatot három részben adták ki, eredetileg (1989-ben) VHS-kazettákon, majd 2006 és 2007 között digitálisan felújítva DVD-n.
2018–2019 között Gyenes Károly a sorozat 40 éves évfordulója alkalmából emlékfilmet készített a sorozatról Ércnél maradandóbb… címmel.

## Története
Előzményének tekinthető az Országjáró úttörők című televíziós „tájfilmsorozat” – valójában a honismeret és természetjárás ürügyén az úttörőmozgalmat népszerűsítő ifjúsági propaganda –, mely ugyancsak Rockenbauer alkotása. 1960-ban forgatták, az ötvenes években hasonló címmel készült tematikus oktatófilmek folytatásaként.
A Másfélmillió lépés ötlete Rockenbauer szerint tőle, más forrás szerint Peták Istvántól származott, mindenesetre a film tervezetén együtt kezdtek dolgozni. A sorozatról az Magyar Televízió vezetése 1977-ben még hallani sem akart, hivatkozással annak óriási nyersanyagigényére (16 ezer méter hosszúságú színes film) és egyéb várható költségeire. Egy évvel később mégis zöld utat kapott a szerkesztőség.
A filmet alapos terepbejárás előzte meg, amelyről fénykép-dokumentáció is készült: 1978 nyarán–őszén Rockenbauer és Sáfrány József a teljes útvonalat végigjárták, megismerkedve a majdani forgatási helyszínekkel és a szereplőkkel. A zempléni riportokat az indulást megelőző napokban vették fel. A forgatás első napján a Magyar Távirati Iroda fotóriportere is jelen volt. Kozák Albert ekkor készült stáb- és standfotóit az MTVA archívuma őrzi.
1980 tavaszán a Bükk és Mátra több helyszínén újra kellett forgatni, mert a vezérkamera sérülése miatt az eredeti anyag részben fényt kapott és tönkrement. A Szarvaskő és Sirok közötti szakaszról nem maradt fenn filmfelvétel.

## A stáb
A mi tízfőnyi csapatunk fizikai értelemben egyáltalán nem állt különleges emberekből. Voltak köztük régi »szervezett« turisták, és voltak olyanok, akik soha semmilyen természetjáró egyesületnek nem voltak tagjai. Tehát amit mi tízen megcsináltunk, azt – bízvást állíthatjuk – bárki megteheti.
- Faludi Sándor (hangmérnök)
- Heincz László (világosító)
- Peták István (szerkesztő)
- Petres Pál (munkatárs)
- Rockenbauer Pál (rendező)
- Sáfrány József (rendezőasszisztens)
- Stenszky Gyula (operatőr)
- Szabados Tamás (operatőr)
- Tolnai Ferenc (munkatárs, kerékfelelős)
- Tubay László (kameraman)

Sinkó László, aki a film narrátori szerepében kísérte végig a stábot, személyesen csak néhány forgatási napon tudott jelen lenni. Az eredeti tervek szerint családjával együtt vett volna részt a túrán.
Péterfai Attila gyártásvezető volt a stáb „beszállítója” és mindenese, aki a televízió Volgáján a filmlaborba vitte a leforgatott nyersanyagot és hozta az új celluloidtekercseket, pótfelszerelésről, kiegészítő munícióról, olykor ivóvízről is gondoskodott, amellett fuvarozta a meghívott szakértőket és Sinkó Lászlót.
Egyes szakaszokon a szakértők, továbbá egyéni és szervezett turisták, kirándulók, diákcsoportok, alkalmanként helybeliek is csatlakoztak a stábhoz.

### Technikai adottságok
A két operatőr és a kameraman egy Arriflex felvevőgéppel és egy kisebb japán segédkamerával dolgozott (szinkronforgatáskor az utóbbi teljes értékű kameraként működött). A hangmérnök egy 13 kilós Nagra magnetofont, Pioneer SE-50 fejhallgatót és hozzá gémmikrofont cipelt. A kép- és hangrögzítés korabeli szűkös technikai arzenálját analóg tükörreflexes fényképezőgépek egészítették ki, többféle objektívvel – Sáfrány József és Rockenbauer Pál elmaradhatatlan eszközei.

## Címdal
A főcímben felhangzó dallam és szöveg az Indulj el (egy úton) című népdal némileg módosított szövegű változata, melyet a Muzsikás együttes adott elő.

## Epizódok
1. Az északi hegyek útjain
- Zempléni hegyek között
- A Hernádtól a Sajóig
- Keresztül a Bükkön
- A Mátra gerincén

2. A főváros közelében
- Cserháti tájakon
- Barangolás a Börzsönyben
- A Pilisi Parkerdőben
- Gerecse, a vörösmárvány hazája
- A Vértes erdeiben

3. A Bakonytól az Alpokaljáig
- Bodajktól Zircig a Bakonyban
- Zirctől Nagyvázsonyig
- A Balatonfelvidéken
- Sümegtől az Alpokaljáig
- Ősz az Alpokalján

Az eredeti televíziós sugárzással egyidőben (1981. május–augusztus) az Új Tükör c. lap 13 részes, szöveges fotósorozatban közölte az egyes epizódok előzetesét, melyet ugyancsak Rockenbauer írt és állított össze a terepbejárás és a forgatás során készített fényképeiből, ezzel a bevezetővel: „S mert a tévéadást a nézők nagy része alighanem fekete-fehérben látja, nézzenek meg itt mindegyik filmből-tájegységből egy kis ízelítőt ‒ színesben…”

## A filmben bejárt települések
1. Az északi hegyek útjain: Füzér, Füzérkomlós, Bózsva, Kishuta, Nagyhuta, Sátoraljaújhely, Makkoshotyka, Regéc, Mogyoróska, Arka, Boldogkőváralja, Boldogkőújfalu, Baktakék, Szanticska, Abaújlak, Felsővadász, Rakacaszend, Tornabarakony, Bódvarákó, Bódvaszilas, Derenk, Jósvafő, Aggtelek, Zádorfalva, Gömörszőlős, Kelemér, Putnok, Dédestapolcsány, Tardona, Szentlélek, Mályinka, Bánkút, Szilvásvárad, Bélapátfalva, Szarvaskő, Sirok, Mátraháza, Galyatető, Mátraszentimre, Mátraszentistván, Mátraszentlászló, Mátraverebély
2. A főváros közelében: Sámsonháza, Alsótold, Hollókő, Nógrádsipek, Cserhátsurány, Romhány, Ősagárd, Magyarkút, Nógrád, Nagybörzsöny, Kóspallag, Nagymaros, Visegrád, Pilisszentlászló, Dobogókő, Pilisszentkereszt, Csobánka, Budapest, Solymár, Nagykovácsi, Piliscsaba, Kesztölc, Klastrompuszta, Dorog, Tokod, Péliföldszentkereszt, Mogyorósbánya, Pusztamarót, Tardosbánya, Nagyegyháza, Várgesztes, Kőhányáspuszta, Majkpuszta, Vérteskozma, Oroszlány, Mindszentpuszta, Kápolnapuszta
3. A Bakonytól az Alpokaljáig: Bodajk, Balinka, Isztimér, Tés, Bakonynána, Nagyesztergár, Zirc, Borzavár, Bakonybél, Városlőd, Úrkút, Nagyvázsony, Badacsonytomaj-Rizapuszta, Káptalantóti, Szigliget, Tapolca, Lesencetomaj, Lesencefalu, Vállus, Keszthely, Hévíz, Egregy, Rezi, Zalaszántó, Hidegkútpuszta, Sümeg, Kisvásárhely, Hosszúpereszteg, Káld, Sitke, Sárvár, Bögöt, Szeleste, Tömörd, Kőszeg, Velem, Cák

## A filmben megszólaló személyek
Zempléni hegyek között
- Rockenbauer Pál és Sinkó László bevezetője, Nagy-Milic
- Ács István[17] plébános, Füzér
- Rockenbauer Pál tudományos előadása a füzérkomlósi riolitbányában
- Kolozsvári Grandpierre Miklósné Reményi Katalin ötvösművész, Füzérkomlós környéke
- Sinkó László debreceni színészbarátai (köztük Gerbár Tibor), Kishuta környéke
- Jatkovics Miklós drótostót, Nagyhuta (Sinkó L. riportja)
- Repka József üveges, Nagyhuta (Sinkó L. és Rockenbauer P. riportja)
- Rockenbauer Pál a sátoraljaújhelyi Kossuth Lajos turistaházban
- helyi lakosok a stábbal, Cirkálótanya (Rockenbauer P. riportja)
- Nagy György vadász, főerdész, Makkoshotyka
- Magyar József erdész, Regéc (Rockenbauer P. riportja)
- N. Szűcs János[18][19] helyi lakos, szénégető, Mogyoróska
- Koseczky József méhész,[20] Mogyoróska
- özv. Veréb Pálné,[21] a „legszebb porta” lakója, Arka

A Hernádtól a Sajóig
- szalaszendi tsz-asszonyok (ének és beszéd), Méra környéke
- Prosch László, a Hajdúsági Iparművek túraszakosztályának vezetője, Baktakék
- idős házaspár,[22] Szanticska (Rockenbauer P. riportja)[23]
- Kohán János idős helyi lakos Angyal Bandi balladáját énekli, Abaújlak (Rockenbauer P. és Faludi S. riportja)
- Nádasi István, volt falusi tanító, Abaújlak
- görögkeleti mise Kaulics László[24] tiszteletessel, Tornabarakony
- Varga József tsz-juhász, Bódvaszilas (Faludi S. riportja)
- Czipó Ferenc barlangász, Rákóczi-barlang (Esztramos)
- kéktúrázók, Bódvaszilas–Derenk
- barlangi túravezető, Jósvafő–Aggtelek
- Rockenbauer Pál az aggteleki Baradla-kempingben
- É. Kovács László néprajzkutató, festőművész, a keleméri Tompa Mihály Emlékbizottság és Emlékmúzeum létrehozója, Gömörszőlős
- Zólyomi Bálint botanikus professzor, keleméri Mohos-tavak – Putnoki-hg.: Szörnyű-völgy

Keresztül a Bükkön
- Zólyomi Bálint botanikus professzor, Upponyi-rög
- Kiss Miklós állatorvos, a népi fazekasság emlékeinek gyűjtője, Dédestapolcsány (Rockenbauer P. riportja)
- Pogány Lajosné Kiss Matild[25] szövőasszony és családja, Tardona
- Pócs Tamás botanikus, Nagyfennsík
- Völgyi Flórián, a Diósgyőri Vasas természetbarát szakosztályának[26] veterán kéktúrázója, Bánkút (Rockenbauer P. riportja)
- Szitta Tamás, a Bükki Nemzeti Park zoológiai felügyelője, Nagymező
- Csank István jogász és túratársa, az egri szakosztály turistái, Cserepeskő (Peták I. riportja)
- Bélapátfalvi Cementgyár dolgozói, Bélkő bányaüzemi terület
- Juhász Árpád geológus, Bél-kő és Szarvaskő
- Pócs Tamás botanikus, Szarvaskő
- Kiss Miklós egyéni gazdálkodó, Szarvaskő (Rockenbauer P. riportja)

A Mátra gerincén
- Fehér Miklós gyöngyösi tanár, Remete-tisztás és -forrás
- Rockenbauer Pál, Remete-tisztás–Nagyzúgó és Muflontanya
- Fehér Miklós, Nagy-nyaki-kőtenger
- Szerencsés Imre gyógyszerész–botanikus, Kékestető (sípálya)
- mátraszentimrei Röpülj Páva-kör énekel
- Szlatincsán Lajos[27] és felesége, az ágasvári turistaház gondnokai a stábbal
- francia turisták, Ágasvár
- Dercsényi Balázs művészettörténész, Mátraverebély

Cserháti tájakon
- Horváth „Furulyás” Lajos[28][29] és felesége, Erzsi néni – helyi lakosok – a stábbal, Sámsonháza (Rockenbauer P. és Sáfrány J. riportja)
- Juhász Árpád geológus, Sámsonháza
- pásztói erdész, szervezett turista, Tepke-kilátó
- özv. Sándor Istvánné helyi lakos, Alsótold
- Komjáthyné Kremnicsán Ilona építész, Hollókő
- népdalt éneklő lányok-asszonyok, Hollókő
- Kelemen Ferenc fafaragó népművész, Hollókő
- Liszkay Zsuzsa[30] népművelő, Hollókő (játszóház)
- Peták István, a stáb tagja az útvonalat ismerteti, Hollókő–Nógrádsipek
- jelzésfestő szécsényi természetjárók, Nógrádsipek–Cserhátsurány
- Peták István eligazítást tart, Cserhátsurány–Szandavár

Barangolás a Börzsönyben
- Molnár József tárogatós, Nógrád vára
- Heincz László, a stáb tagja és Németh János nógrádi tanító, Magas-Börzsöny (Rockenbauer P. riportja)
- Takács Miklós, budapesti Alpesi Rózsa turistaszakosztály, Nagy-Inóc
- Sági Ferenc erdész, a Börzsönyi Állami Erdőgazdaság kemencei erdészetének üzemi fogatosa,[31] Inóci erdőkerület
- Dercsényi Balázs művészettörténész, Nagybörzsöny
- Garamszegi Pál, a zebegényi Szőnyi István Természetjáró Szakosztály[32] vezetője, Őzike-forrás
- Hazslinszky Tamás vízügyi szakember, Hegyes-tető
- Juhász Árpád geológus, nagymarosi Dunapart

A Pilisi Parkerdőben
- Madas László, a Pilisi Parkerdőgazdaság igazgatója, Visegrád-Mogyoróhegy (Rockenbauer P. riportja)[33]
- Zöld András falusi tanító, Pilisszentlászló
- Orbán László, a Parkerdőgazdaság nyugdíjasa, Dobogókő alatt
- Gerevich László régészprofesszor, Pilisszentkereszt (ásatás) (Rockenbauer P. riportja)[34]
- Gyelán Győző hegymászó, veterán MKE-turista, Csúcs-hegy (Rockenbauer P. riportja)
- Thuróczy Lajos,[35] a Természetbarát Szövetség titkára és Horváth József, a Kéktúra-mozgalom veteránjai, Hármashatár-hegy (Rockenbauer P. riportja)
- Jablonkay István[35] földrajztanár, a Helytörténeti Gyűjtemény vezetője, Solymár
- veterán munkásturisták (egykori illegális kommunisták, a Munkás Testedző Egyesület tagjai), a nagyszénási menedékház romjainál

Gerecse, a vörösmárvány hazája
- Muntyán István, a Dorogi Szénbányák geológus technikusa, barlangász, Tokod–Tokodaltáró; Mogyorósi Tanbánya[36]
- Gábor Attila, Kondor József és Virágh Zsigmond, vájártanulók, Mogyorósi Tanbánya[37]
- Rockenbauer Pál és az I. László Gimnázium egyik tanára és diákjai (köztük Bognár József tanár, valamint Oborny Beáta, Bartha Enikő és Bognár Attila[38]) bajóti Öreg-kő környéke
- kegytemplom gondnoka, Péliföldszentkereszt
- Jolánka néni, Tardosbánya
- Skoflek István paleontológus, a tatai Eötvös József Gimnázium biológiatanára, tardosi vörösmárványbánya (Rockenbauer P. riportja)
- Rockenbauer Pál és a lászlós diákok, tardosi vörösmárványbánya
- Rockenbauer Pál, tatabányai Bányász Kulcsosház (Somlyóvár)

A Vértes erdeiben
- Monspart Sarolta tájfutó, Mária-szakadék[33]
- Gyenge István, a budapesti Spartacus turistája, Szarvas-kút[37]
- Janisch Miklós tudományos kutató, herpetológus–parazitológus szaktekintély, Mátyás-kút (Rockenbauer P. riportja)
- Sinkó László a stáb tagjaként (erdei monológ),[37] Német-völgy
- Komjáthyné Kremnicsán Ilona[39] építész, Majkpuszta
- Beluszky Pál földrajztudós, tájkutató, Vérteskozma
- Farkas László, Kápolnapuszta utolsó lakója

Bodajktól Zircig a Bakonyban
- Fellegi Imre gyűjtő, helytörténész, Bodajk (Rockenbauer P. riportja)
- Richter Alajos egykori vízimolnár, Gaja-szurdok (Rockenbauer P. riportja)
- Eszterhás István tanár, barlangász, Mellár-fennsík–Csőszpuszta–Alba Regia-barlang
- Rockenbauer Pál, Mellár-fennsík
- Helt József[40] szélmolnár-bognár a tési szélmalomnál, iskolásokkal
- Zsuffa István hidrológus, Gaja-szurdok („Római-fürdő”)
- a stáb tagjai a térkép felett tanakodnak, Bakonynána–Veimpuszta
- Tóth Sándor, a Bakonyi Természettudományi Múzeum igazgatója, Zirc
- Zirci Szövetkezeti Munkáskórus énekel, karnagy: Bozzay József

Zirctől Nagyvázsonyig
- özv. Cs. Vajda Istvánné[41] helyi lakos, Borzavár (Sinkó L. riportja)
- Nagy Sándor krónikás, Bakonybél (Sinkó L. riportja)
- Váliczkó József favellakészítő, Bakonybél
- Sinkó László a stáb tagjaként (erdei monológ), Bakonybél környéke
- házfelújítók, Városlőd
- Szabó Zoltán geológus, úrkúti Őskarszt (mangánbánya)

A Balatonfelvidéken
- Horváth Tibor orvos, tapolcai Tavasbarlang
- Nádudvari László erdész, Lesencetomaj
- Dömötör Lajos tapolcai munkás szüreti társasága: dalolás, szőlőszedés, evés-ivás, gesztenyesütés a stáb tagjaival, Lesencefalu (Rockenbauer P. riportja)
- Györke Gézáné muzeológus, keszthelyi Georgikon
- Rády Ferenc[42] restaurátor, keszthelyi ferences templom
- Tóth Lajos kezelőorvos, Hévízi Gyógyfürdő
- Szarka Lajos idegenvezető, a hévízi Bányász Gyógyház kultúrfelelőse, Egregy
- Tóth József, a Gyöngyösi Csárda vezetője nyugatnémet vendégeivel, Rezi
- Sárközi Árpád tanár, Hidegkútpuszta

Sümegtől az Alpokaljáig
- Kocsis Lajos egykori kőbányász, kövületgyűjtő, Sümeg (Oborny Beáta, Bartha Enikő, Bognár József és Rockenbauer Pál riportja)
- Pintér Lászlóné tanárnő, Patonai-féle fazekasgyűjtemény, Sümeg
- Simon Mihály kovács,[21] Káld
- Schreiner József pékmester, Káld (Sinkó L. riportja)
- Sinkó László a stáb tagjaként, Sitke
- Ódor József regöl (közreműködik Sinkó L.), Sitke
- Urbán László, a városi könyvtár vezetője, Sárvár
- Illés koncert a sárvári vár udvarán
- Lenzsér István asztalos, Bögöt

Ősz az Alpokalján
- Kollarits János[43] erdész, Tömörd
- Bariska István, a városi levéltár vezetője, Kőszeg
- Dercsényi Balázs művészettörténész, Kőszeg
- Bechtold István solymász–ornitológus, Chernel István Emlékmúzeum, Kőszeg
- Bándi Gábor régész–muzeológus, a Vas Megyei Múzeumok igazgatója, Velemszentvid
- a stáb Bándi Gábor, turisták és helybeliek társaságában Cák mellett (Rockenbauer P. riportja; gesztenyesütés, tábortűz, éneklés – záróképsorok)

## A készítők elismerése
1996-ban a filmsorozat Magyar Örökség díjat kapott.
2014. március 4-én Budapesten a köztársasági elnök megbízásából Balog Zoltán, az emberi erőforrások minisztere kitüntetéseket nyújtott át a film alkotóinak. Az időközben elhunyt Rockenbauer Pál, a sorozat rendezője és Tubay László segédoperatőr nem kaphatott posztumusz kitüntetést, mert ebben a kategóriában ilyen nem adható.
- A Magyar Érdemrend tisztikeresztjével tüntették ki a sorozat narrátorát, Sinkó László Kossuth-díjas színészt.
- A Magyar Érdemrend lovagkeresztjét Faludi Sándor hangmérnök, Peták István újságíró, Petres Pál technikus, Péterfai Attila gyártásvezető, Sáfrány József, az MTVA rendezője, Stenszky Gyula operatőr és Szabados Tamás nyugalmazott operatőr vehette át.
- A Magyar Arany Érdemkereszttel Heincz Lászlót, a TV2 képmérnökét, világosítót, valamint Tolnai Ferencet, a sorozat önkéntesét tüntették ki.

2016 szeptemberében Faludi, Heincz, Sáfrány, Stenszky és Szabados lemondott állami kitüntetéséről, tiltakozásul Bayer Zsolt publicistának, a Másfélmillió lépés Magyarországon – 32 év múlva című remake alkotójának kitüntetése miatt. Nyilatkozatuk szerint Bayer filmjének „stílusa, hangneme rendkívül távol áll Rockenbauer Pál filmjeinek szellemiségétől”, ráadásul „a médiaetikát és a szerzői jogot semmibe véve” jelent meg az eredeti sorozat címével.

## Érdekességek
- A csapat világosítója, Heincz László az utolsó forgatási napon Kőszeg-hegyalján ismerkedett meg későbbi feleségével, aki akkor főiskolásként csatlakozott a csapathoz.[45]
- Rockenbauer Pál eredetileg is trilógiát tervezett a sorozatból, de nem úgy, ahogy az később megvalósult. A második széria a Vízi Nagy Kört járta volna be, ám a sorozatot túl költségesnek találták és lefújták. Rockenbauer ekkor ismerkedett meg Gyenes Károly szerkesztővel, aki szó szerint követte őt. Ketten együtt továbbléptek, és úgy gondolták, hogy a trilógia másik darabját, az Országos Kerékpáros Körtúrát biciklizik körbe. Az előkészítés jól zajlott, minden készen állt a forgatásra, mikor egy hivatalnok „lelőtte” a forgatást. Az alkotók nem akarták veszni hagyni a jegyzeteiket, és 1983 nyarán, csak hangszalagokkal felszerelkezve, a rádió számára elkészítették a Két keréken Magyarországon című 59 részes rádióműsort.[46]
- A filmben a túrázók szinonimájaként használt „bakancsosok” megnevezésre maga a rendező-szövegíró-főtúrázó Rockenbauer cáfol rá mind a másfél millió lépésnél − ahogy a következő egymilliónál is −, hiszen ő az, aki soha nem hord túrabakancsot, csak könnyű edző- vagy futócipőt.
- Az első részben a Hegyközi Kisvasút füzérkomlósi állomásán 1979. július 31-én forgatott jelenetnél a narrációban azt mondják, hogy most éppen úgy hírlik, hogy a kisvasút megmenekül a megszűnés elől. A kisvasút végül 1980. november 29-én szűnt meg, az epizód pedig csaknem fél évvel a megszűnés után, 1981. május 12-én került először adásba.
- 2008-ban az Irigy Hónaljmirigy Másfélmillió hosszúlépés Magyarországon címmel paródiát készített a sorozatról, aminek egyik érdekessége az, hogy pár mondat erejéig a sorozat geológusa, Juhász Árpád is szerepet kapott benne.

## További sorozatok
- 1986–87-ben készült el a film folytatása, az …és még egymillió lépés, amely a Nyugat- és Dél-Dunántúl tájait mutatja be.
- 1990–91-ben készült el a sorozat 3. része, a Kerekek és lépések, amely az Alföld érintésével bezárja a kört, teljessé téve az 1979-ben elkezdett Országos Kéktúrát.
- 2000-ben a szerkesztő, Peták István a Kéktúra ismételt végigjárásából állított össze sorozatot, Szent István Vándorlás – Az Országos Kéktúra mentén címmel.
- 2008–2009-ben a csapat a Kéktúra egyes szakaszainak téli környezetben történő ismételt bejárásáról állított össze sorozatot Téli kék címmel.[47]
- 1996–97-ben Gyenes Károly és Bakos Katalin a Kéktúra-filmek tematikájához hasonlóan készítette el a Járóföld című sorozatot, amelyben különböző hazai tájak kirándulási lehetőségeit, valamint turisztikai, természeti és néprajzi érdekességeit mutatják be.
- 1999–2000-ben Gyenes Károly szintén a Kéktúra-filmek tematikájához hasonlóan készítette el a Dunát végigevező Európa kék szalagja, a Duna, illetve 2008–2009-ben a Tiszát végigevező Szép, szőke szerelmünk, a Tisza című sorozatokat.
- 2011-ben készült el a film nosztalgikus hangulatú helyszíni bejárásokon alapuló retrospektív remake-je, a Másfélmillió lépés Magyarországon – 32 év múlva, Bayer Zsolt rendezésében. Folytatása a Másfélmillió lépés Magyarországon – Bajától Tokajig, melynek TV-bemutatója 2015. szeptember 5-én volt.[48][49] Bayer sorozatától és szellemiségétől az eredeti film alkotói 2016 őszén éles hangú nyilatkozatban határolódtak el.[44]